# Зигфрид фон Йотинген
Зигфрид (Зифрид) фон Йотинген (на немски: Siegfried von Öttingen; Sifrid von Oettingen; † сл. 13 ноември/19 ноември 1237) е през 1237 г. епископ на Бамберг.

## Живот
Произлиза от фамилията на графовете на Йотинген в Швабия, Бавария. Той е син на граф Лудвиг I фон Йотинген († между 1141, 1151 и 1160) и брат на граф Лудвиг II фон Йотинген († 1225).
Зифрид фон Йотинген е провост в Регенсбург и през 1237 г. е избран за епископ на Бамберг. Същата година той се отказва от службата си и умира от неизвестна болест.